# Alice Guy-Blaché
Alice Guy Blaché (roj. Alice Guy), francoska cineastka, * 1. julij 1873, Saint-Mandé, Francija, † 24. marec 1968, Wayne, New Jersey, Združene države Amerike.
Znana je kot ena prvih žensk, ki se je profesionalno ukvarjala s filmom, je tudi avtorica enega prvih igranih filmov. Kariero je začela leta 1894 v družbi Gaumont kot tajnica. Leta 1896 so ji zaupali režijo in produkcijo filmov. Na tem položaju je ostala do 1908. leta. Leta 1907 se je poročila s Herbertom Blachéjem, predstavnikom Gaumonta za Veliko Britanijo in Nemčijo, imela sta dva otroka. Preselila sta se v ZDA, kjer je zasnovala lasten filmski studio The Solax Company, to je bilo v Fort Leeju, predniku Hollywooda. Pozneje se je ločila, zaradi česar je bankrotirala in je morala prodati studio. Vrnila se je v Francijo, a zaradi seksizma v filmski industriji ni več dobila dela. Zadnja leta življenja je preživela v New Jerseyju.
Filmski zgodovinarji so ji položaj pionirke filma dolgo odrekali. Leta 2019 je bil o njenem življenju posnet celovečerni dokumentarni film Be natural.

## Filmografija
- La Fée aux Choux  (1896)
- Surprise d'une maison au petit jour (1898)
- Une nuit agitee (1897)
- Les Cambriolurs (1897)
- Le Planton Du Colonel (1897)
- Le pêcheur dans le torrent  (1897)
- Leçon de danse  (1897)
- Le cocher de fiacre endormi (1897)
- L'aveugle  (1897)
- L'arroseur arrosé  (1897)
- Idylle interrompue  (1897)
- En classe  (1897)
- Danse fleur de lotus (1897)
- Coucher d'Yvette (1897)
- Chez le magnétiseur  (1897)
- Ballet libella  (1897)
- Baignade dans le torrent  (1897)
- Au réfectoire  (1897)
- France et Russie  (1897)
- Scène d'escamotage  (1898)
- L'utilité des rayons x  (1898)
- Les farces de Jocko  (1898)
- L'entrée à Jérusalem  (1898)
- Le jardin des oliviers  (1898)
- Leçons de boxe  (1898)
- Le chemin de croix  (1898)
- L'aveugle fin de siècle  (1898)
- La fuite en Égypte  (1898)
- Surprise d'une maison au petit jour  (1898)
- La flagellation  (1898)
- La crèche à Bethléem  (1898)
- La cène  (1898)
- Je vous y prrrrends!  (1898)
- Jésus devant Pilate  (1898)
- Déménagement à la cloche de bois  (1898)
- Un lunch  (1899)
- Transformations  (1899)
- Monnaie de lapin  (1899)
- Mésaventure d'un charbonnier  (1899)
- Le tonnelier  (1899)
- Le tondeur de chiens  (1899)
- Les dangers de l'alcoolisme  (1899)
- Le déjeuner des enfants  (1899)
- Le crucifiement  (1899)
- Le chiffonnier  (1898)
- L'aveugle (1899)
- La résurrection  (1899)
- La mauvaise soupe  (1899)
- La descente de croix  (1899)
- La bonne absinthe  (1899)
- Erreur judiciaire  (1899)
- Danse serpentine par Mme. Bob Walter  (1899)
- Courte échelle  (1899)
- Au cabaret  (1899)
- Valse lente (1900)
- Une rage de dents  (1900)
- Suite de la danse  (1900)
- Saut humidifié de M. Plick  (1900)
- Retour des champs  (1900)
- Pas Japonais (1900)
- Pas du poignard  (1900)
- Pas des éventails (1900)
- Pas de grâce (1900)
- Mort d'Adonis  (1900)
- Little Tich et ses 'Big Boots' (1900)
- L'Habanera  (1900)
- Le sang d'Adonis donnant naissance à la rose rouge  (1900)
- Le Polichinelle  (1900)
- Le matelot  (1900)
- Le marchand de coco  (1900)
- Le matelot  (1900)
- Le lapin  (1900)
- Le départ d'Arlequin et de Pierrette (1900)
- Le danse des saisons  (1900)
- L'écossaise  (1900)
- Leçon de danse  (1900)
- Le bébé  (1900)
- La tarentelle  (1900)
- La source  (1900)
- L'arléquine  (1900)
- La reine des jouets  (1900)
- La poupée noire  (1900)
- La petite magicienne  (1900)
- La paysanne (1900)
- L'angélus  (1900)
- La fée aux choux, ou la naissance des enfants  (1900)
- La danse du ventre  (1900)
- Gavotte directoire  (1900)
- Déclaration d'amour  (1900)
- Dans les coulisses  (1900)
- Danse serpentine  (1900)
- Danse du voile  (1900)
- Danse du pas des foulards par des almées (1900)
- Danse du papillon  (1900)
- Dance de l'ivresse  (1900)
- Coucher d'une Parisienne  (1900)
- Chirurgie fin de siècle  (1900)
- Chez le photographe (1900)
- Chez le Maréchal-Ferrant  (1900)
- Chapellerie et charcuterie mécanique  (1900)
- Bataille de boules de neige  (1900)
- Badinage  (1900)
- Avenue de l'opéra  (1900)
- Au bal de Flore  (1900)
- Arrivée de Pierette et Pierrot  (1900)
- Arrivée d'Arléquin  (1900)
- Tel est pris qui croyait prendre  (1901)
- Scène d'ivresse  (1901)
- Scène d'amour  (1901)
- Pas de colombine  (1901)
- Lecture quotidienne  (1901)
- Lavatory moderne  (1901)
- Hussards et grisettes  (1901)
- Frivolité  (1901)
- Danses basques  (1901)
- Charmant froufrou  (1901)
- A Peculiar Cabinet  (1902)
- Trompé mais content (1902)
- Midwife to the Upper Classes  (1902)
- Quadrille réaliste  (1902)
- Pour secouer la salade  (1902)
- Les malabares, acrobats (1902)
- Sage-femme de première classe (First Class Midwife) (1902)
- Les clowns  (1902)
- Les chiens savants  (1902)
- L'équilibriste  (1902)
- Le pommier  (1902)
- Le marchand de ballons  (1902)
- Le lion savant  (1902)
- La première gamelle  (1902)
- La gigue  (1902)
- La fiole enchantée  (1902)
- La dent recalcitrante  (1902)
- La cour des miracles  (1902)
- Intervention malencontreuse  (1902)
- Farces de cuisinière  (1902)
- En faction  (1902)
- Danse mauresque  (1902)
- Danse fantaisiste  (1902)
- Danse excentrique  (1902)
- Bonsoir m'sieurs dames  (1902)
- Fruits de saison  (1902)
- Service précipité  (1903)
- Secours aux naufragés  (1903)
- Répétition dans un cirque  (1903)
- Potage indigeste  (1903)
- Nos bons étudiants  (1903)
- Ne bougeons plus  (1903)
- Modelage express  (1903)
- Lutteurs américains  (1903)
- Le voleur sacrilège  (1903)
- Les surprises de l'affichage  (1903)
- Les braconniers  (1903)
- Les aventures d'un voyageur trop pressé  (1903)
- Les apaches pas veinards  (1903)
- Le liqueur du couvent  (1903)
- Le fiancé ensorcelé  (1903)
- La valise enchantée  (1903)
- La poule fantaisiste  (1903)
- La main du professeur Hamilton ou le roi des dollars  (1903)
- La chasse au cambrioleur  (1903)
- Jocko musicien  (1903)
- Illusionniste renversant  (1903)
- Faust et Méphistophélès  (1903)
- Enlèvement en automobile et mariage précipité  (1903)
- Compagnons de voyage encombrants  (1903)
- Comme on fait son lit on se couche  (1903)
- How Monsieur Takes His Bath  (1903)
- Cake-walk de la pendule  (1903)
- Paris la nuit  (1904)
- L'oiseau envolé  (1904)
- Les enfants du miracle  (1904)
- Les deux rivaux  (1904)
- Le pompon malencontreux  (1904)
- Le crime de la Rue du Temple  (1904)
- L'assassinat du courrier de Lyon  (1904)
- La leçon de pipeau  (1904)
- La gavotte de la reine  (1904)
- Comment on disperse les foules  (1904)
- Après la fête  (1904)
- Pierrot, Murderer  (1904)
- La première cigarette  (1904)
- V'la le rétameur  (1905)
- Viens, poupoule  (1905)
- Valsons  (1905)
- Si ça t'va  (1905)
- Saharet, boléro  (1905)
- Réhabilitation  (1905)
- Polin, l'anatomie du conscrit  (1905)
- Miss Helyett: Air du portrait  (1905)
- Lilas blanc  (1905)
- Dranem Performs 'The True Jiu-Jitsu'  (1905)
- My Quay's Hole  (1905)
- Le tango  (1905)
- Les p'tits pois  (1905)
- Les maçons  (1905)
- Le rire du nègre  (1905)
- Le petit panier  (1905)
- Le petit Grégoire  (1905)
- L'enfant du cordonnier  (1905)
- Le coq dressé de Cook et Rilly  (1905)
- Le boléro cosmopolite  (1905)
- La statue  (1905)
- La polka des trottins  (1905)
- La paimpolaise  (1905)
- La mattchiche  (1905)
- La malagueña et le torero  (1905)
- La fifille à sa mère  (1905)
- La charité du prestidigitateur  (1905)
- Jeune homme et le trottin  (1905)
- Five O'Clock Tea  (1905)
- Être légume  (1905)
- Espagne  (1905)
- Esmeralda  (1905)
- Cucurbitacée  (1905)
- Clown, chien et ballon  (1905)
- Chez le dentiste  (1905)
- C'est une ingénue  (1905)
- Cake-walk nègre  (1905)
- Allumeur-Marche (1905)
- À la cabane bambou  (1905)
- Un soulier pour un jambon  (1906)
- Une histoire roulante (1906)
- Une course d'obstacle  (1906)
- Un cas de divorce  (1906)
- Questions indiscrètes  (1906)
- Mireille  (1906)
- The Consequences of Feminism  (1906)
- Le songe du pêcheur  (1906)
- Le Noël de Monsieur le curé  (1906)
- Le fils du garde-chasse  (1906)
- Le cochon de lait  (1906)
- The Birth, the Life and the Death of Christ  (1906)
- La vérité sur l'homme-singe  (1906)
- La hiérarchie dans l'amour  (1906)
- The Irresistible Piano  (1907)
- L'enfant de la barricade  (1907)
- Le ballon dirigeable 'Le patrie'  (1907)
- The Glue  (1907)
- Fanfan la Tulipe  (1907)
- Fanfan la Tulipe  (1907)
- Une héroïne de quatre ans  (1907)
- One Touch of Nature  (1908)
- The Sergeant's Daughter  (1910)
- A Child's Sacrifice  (1910)
- A Fateful Gift  (1910)
- A Widow and Her Child (1910)
- Her Father's Sin  (1910)
- What Is to Be, Will Be  (1910)
- Lady Betty's Strategy  (1910)
- Two Suits (1910)
- The Pawnshop  (1910)
- The Nightcap  (1911)
- The Girl and the Burglar  (1911)
- A Reporter's Romance  (1911)
- His Best Friend  (1911)
- Ring of Love  (1911)
- Mixed Pets  (1911)
- Corinne in Dollyland  (1911)
- Love's Test  (1911)
- A Costly Pledge  (1911)
- Out of the Arctic  (1911)
- Put Out  (1911)
- La Esméralda (1905) (po zgodbi Hugojevega Notredamskega zvonarja)
- A Fool and His Money (1912)
- Algie the Miner (1912)
- Algie Making an American Citizen (1912)
- Falling Leaves (1912 film) (1912)
- A House Divided (1913)
- The Pit and the Pendulum (1913)
- Shadows of the Moulin Rouge (1913)
- Matrimony's Speed Limit (1913)
- The Woman of Mystery (1914)
- The Tigress (1914)
- The Lure (1914)
- My Madonna (1915)
- The Shooting of Dan McGrew (1915)
- House of Cards (1917)
- Behind the Mask (1917)
- House of Cards (1917)
- A Man and a Woman (1917)
- The Great Adventure (1918)
- A Soul Adrift (1919)
- Vampire (1920)
- Tarnished Reputations (1920)